# Úrvalsdeild 1912
Úrvalsdeild 1912 byl 1. ročník nejvyšší islandské fotbalové ligy. Poprvé zvítězil Knattspyrnufélag Reykjavíkur. Z ligy nikdo nesestoupil, na Islandu byly totiž registrovány pouze 3 týmy. Tým Íþróttabandalag Vestmannaeyja odstoupil po prvním zápase.

## Tabulka
| Poř. | Tým                           | Z | V | R | P | VG | OG | B |
| ---- | ----------------------------- | - | - | - | - | -- | -- | - |
| 1.   | Knattspyrnufélag Reykjavíkur  | 2 | 1 | 1 | 0 | 4  | 3  | 4 |
| 2.   | Fram Reykjavík                | 1 | 0 | 1 | 0 | 1  | 1  | 1 |
| 3.   | Íþróttabandalag Vestmannaeyja | 1 | 0 | 0 | 1 | 0  | 3  | 0 |